# ГЕС Мелка-Вакана
ГЕС Мелка-Вакана – гідроелектростанція в Ефіопії. Використовує ресурс із річки Уебі-Шабелле, лівої притоки Джуби (басейн Індійського океану).
В межах проекту річку перекрили кам’яно-накидною греблею із глиняним ядром висотою 42 метра, довжиною 2000 метрів та шириною по гребеню 10 метрів. Вона утримує водосховище з площею поверхні 81,6 км2 та об’ємом 763 млн м3 (корисний об’єм 606 млн м3), в якому припустиме коливання рівня поверхні у операційному режимі між позначками 2508 та 2520,7 метра НРМ (під час повені до 2522,6 метра НРМ).
Зі сховища ресурс транспортується прокладеним по правобережжю дериваційним каналом довжиною 7,2 км, який переходить у напірний водовід довжиною 0,8 км з діаметром 4,2 метра.
Основне обладнання станції становлять чотири турбіни типу Френсіс потужністю по 38,3 МВт, які використовують напір у 297 метрів та забезпечують виробництво 543 млн кВт-год електроенергії на рік.
Видача продукції відбувається по ЛЕП, розрахованій на роботу під напругою 230 кВ.